# Capablanca Memorial
Il Capablanca Memorial (nome ufficiale in lingua spagnola: Torneo Internacional Capablanca In Memoriam) è un torneo di scacchi che si svolge dal 1962 a Cuba in onore di José Raúl Capablanca, terzo campione del mondo 1921-1927.

## Storia
Nacque per iniziativa di Che Guevara che in quegli anni occupava posizioni chiave nel governo cubano (era a capo della Banca Nazionale di Cuba e del Ministero dell'Industria). Nelle prime edizioni, grazie al sostegno diretto del governo, era il torneo di scacchi col più alto montepremi del mondo.
La prima edizione si tenne dal 20 aprile al 20 maggio 1962 nell'hotel "Habana Libre", situato nel quartiere El Vedado di L'Avana. Vi parteciparono 22 giocatori provenienti da tutto il mondo e fu vinto da Miguel Najdorf (davanti a Leŭ Paluhaeŭski, Boris Spasskij, Svetozar Gligorić, Vasilij Smyslov, Borislav Ivkov, ecc.).
Il torneo del 1965 fu contraddistinto da un episodio particolare. Il Dipartimento di Stato americano, a causa delle tese relazioni diplomatiche con Cuba, vietò a tutti i giocatori statunitensi di parteciparvi. Bobby Fischer ricorse all'espediente di giocare le partite via telex dal Marshall Chess Club di New York. Il figlio di Capablanca, José Raúl Capablanca Junior, collaborò con lui riportando le mosse sulle scacchiere a L'Avana. Si classificò 2°-4° alla pari con Ivkov e Heller, mezzo punto dietro al vincitore Smyslov.

## Albo d'oro
| #  | Anno | Città      | Vincitore                                   | Paese                           |
| -- | ---- | ---------- | ------------------------------------------- | ------------------------------- |
| 1  | 1962 | L'Avana    | Miguel Najdorf                              | Argentina                       |
| 2  | 1963 | L'Avana    | Viktor Korčnoj                              | Unione Sovietica                |
| 3  | 1964 | L'Avana    | Vasilij Smyslov Wolfgang Uhlmann            | Unione Sovietica Germania Est   |
| 4  | 1965 | L'Avana    | Vasilij Smyslov                             | Unione Sovietica                |
| 5  | 1967 | L'Avana    | Bent Larsen                                 | Danimarca                       |
| 6  | 1968 | L'Avana    | Ratmir Cholmov                              | Unione Sovietica                |
| 7  | 1969 | L'Avana    | Aleksej Suėtin Viktor Korčnoj               | Unione Sovietica                |
| 8  | 1971 | L'Avana    | Vlastimil Hort Efim Geller                  | Cecoslovacchia Unione Sovietica |
| 9  | 1972 | Cienfuegos | Anatolij Lejn                               | Unione Sovietica                |
| 10 | 1973 | Cienfuegos | Vasilij Smyslov                             | Unione Sovietica                |
| 11 | 1974 | Camagüey   | Ulf Andersson                               | Svezia                          |
| 12 | 1975 | Cienfuegos | Ulf Andersson                               | Svezia                          |
| 13 | 1976 | Cienfuegos | Boris Gul'ko                                | Unione Sovietica                |
| 14 | 1977 | Cienfuegos | Oleh Romanyšyn Guillermo García González    | Unione Sovietica Cuba           |
| 15 | 1979 | Cienfuegos | Evgenij Svešnikov                           | Unione Sovietica                |
| 16 | 1980 | Cienfuegos | Alonso Zapata Ľubomír Ftáčnik               | Colombia Cecoslovacchia         |
| 17 | 1981 | Cienfuegos | Vitalij Ceškovskij                          | Unione Sovietica                |
| 18 | 1983 | Cienfuegos | Lev Psachis                                 | Unione Sovietica                |
| 19 | 1984 | Cienfuegos | Amador Rodríguez Rainer Knaak               | Cuba Germania Est               |
| 20 | 1985 | L'Avana    | Borislav Ivkov                              | Jugoslavia                      |
| 21 | 1986 | L'Avana    | Carlos García Palermo Julio Granda Zúñiga   | Argentina Perù                  |
| 22 | 1987 | Camagüey   | Carlos García Palermo Denis Verduga         | Argentina Messico               |
| 23 | 1988 | L'Avana    | Zurab Azmaiparashvili                       | Unione Sovietica                |
| 24 | 1989 | Holguín    | Amador Rodríguez                            | Cuba                            |
| 25 | 1990 | L'Avana    | Adelkis Remón                               | Cuba                            |
| 26 | 1991 | L'Avana    | Valerij Nevjerov                            | Russia                          |
| 27 | 1992 | Matanzas   | Henry Urday Cáceres                         | Perù                            |
| 28 | 1993 | Matanzas   | Mark Hebden                                 | Regno Unito                     |
| 29 | 1994 | Matanzas   | Loek van Wely Tony Miles Alonso Zapata      | Paesi Bassi Regno Unito Messico |
| 30 | 1995 | Matanzas   | Tony Miles                                  | Regno Unito                     |
| 31 | 1996 | Cienfuegos | Tony Miles                                  | Regno Unito                     |
| 32 | 1997 | Cienfuegos | Péter Lékó                                  | Ungheria                        |
| 33 | 1998 | L'Avana    | Robert Hübner Ivan Morovic Yaacov Zilberman | Germania Cile Israele           |
| 34 | 1999 | L'Avana    | Tony Miles                                  | Regno Unito                     |
| 35 | 2000 | Varadero   | Aleksandr Volžin                            | Russia                          |
| 36 | 2001 | L'Avana    | Francisco Vallejo Pons                      | Spagna                          |
| 37 | 2002 | L'Avana    | Lázaro Bruzón                               | Cuba                            |
| 38 | 2003 | L'Avana    | Julio Granda Zúñiga                         | Perù                            |
| 39 | 2004 | L'Avana    | Leinier Domínguez                           | Cuba                            |
| 40 | 2005 | L'Avana    | Vasyl' Ivančuk                              | Ucraina                         |
| 41 | 2006 | L'Avana    | Vasyl' Ivančuk                              | Ucraina                         |
| 42 | 2007 | L'Avana    | Vasyl' Ivančuk                              | Ucraina                         |
| 43 | 2008 | L'Avana    | Leinier Domínguez                           | Cuba                            |
| 44 | 2009 | L'Avana    | Leinier Domínguez                           | Cuba                            |
| 45 | 2010 | L'Avana    | Vasyl' Ivančuk                              | Ucraina                         |
| 46 | 2011 | L'Avana    | Vasyl' Ivančuk Lê Quang Liêm                | Ucraina Vietnam                 |
| 47 | 2012 | L'Avana    | Vasyl' Ivančuk                              | Ucraina                         |
| 48 | 2013 | L'Avana    | Zoltán Almási                               | Ungheria                        |
| 49 | 2014 | L'Avana    | Wesley So                                   | Filippine                       |
| 50 | 2015 | L'Avana    | Yu Yangyi                                   | Cina                            |
| 51 | 2016 | Varadero   | Vasyl' Ivančuk                              | Ucraina                         |
| 52 | 2017 | Varadero   | Krishnan Sasikiran                          | India                           |
| 53 | 2018 | L'Avana    | Samuel Shankland                            | Stati Uniti                     |
| 54 | 2019 | L'Avana    | Vasyl' Ivančuk                              | Ucraina                         |
| 55 | 2022 | L'Avana    | Hans Niemann                                | Stati Uniti                     |
| 56 | 2023 | L'Avana    | Jonas Buhl Bjerre                           | Danimarca                       |
| 57 | 2024 | L'Avana    | Ruslan Ponomarëv                            | Ucraina                         |
| 58 | 2025 | L'Avana    | Jonas Buhl Bjerre                           | Danimarca                       |
Plurivincitori  :
- Vasyl' Ivančuk: 8 vittorie;
- Tony Miles: 4 vittorie;
- Vasilij Smyslov, Leinier Domínguez: 3 vittorie;
- Viktor Korčnoj, Ulf Andersson, Alonso Zapata, Amador Rodríguez, Carlos García Palermo, Julio Granda Zúñiga, Jonas Buhl Bjerre: 2 vittorie;